# Chinees Nieuwjaar

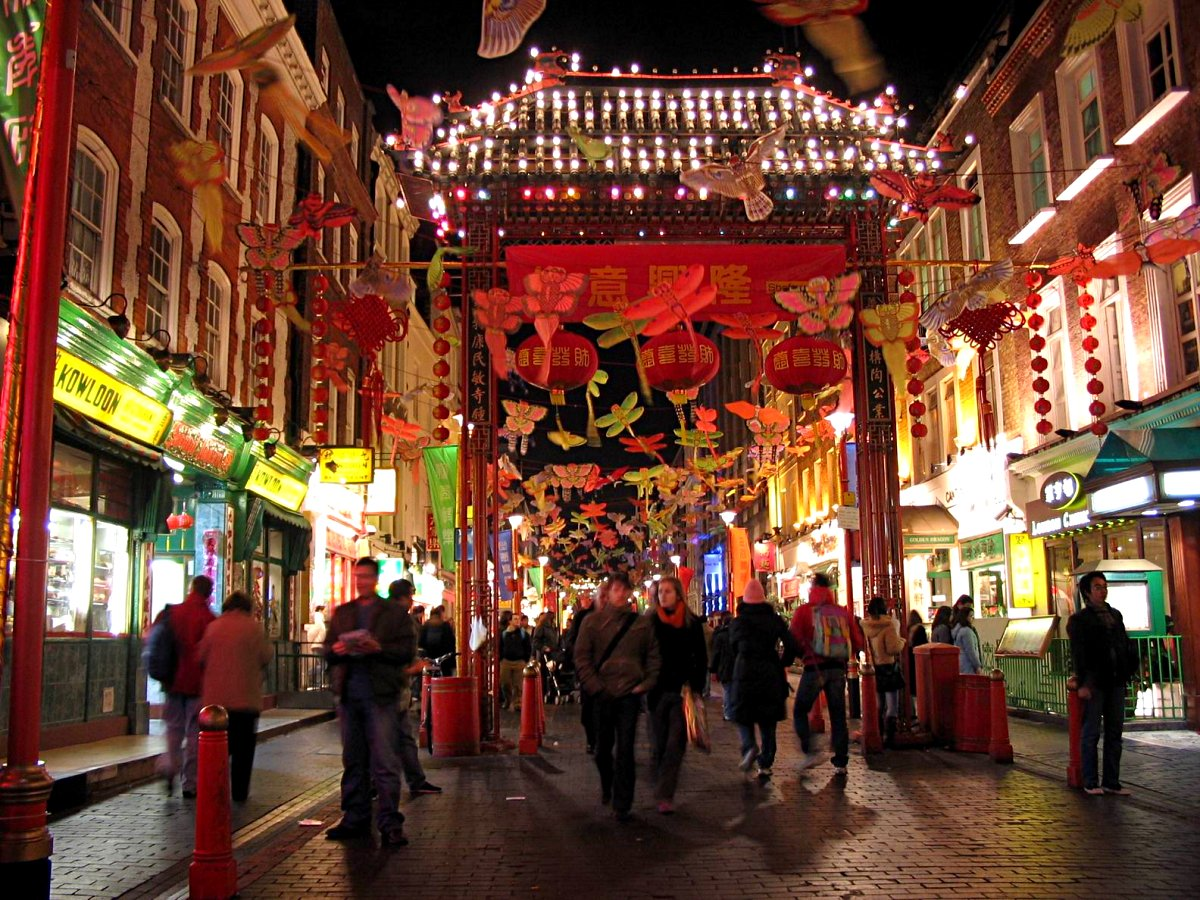
Chinese nieuwjaarsversieringen in Chinatown Londen

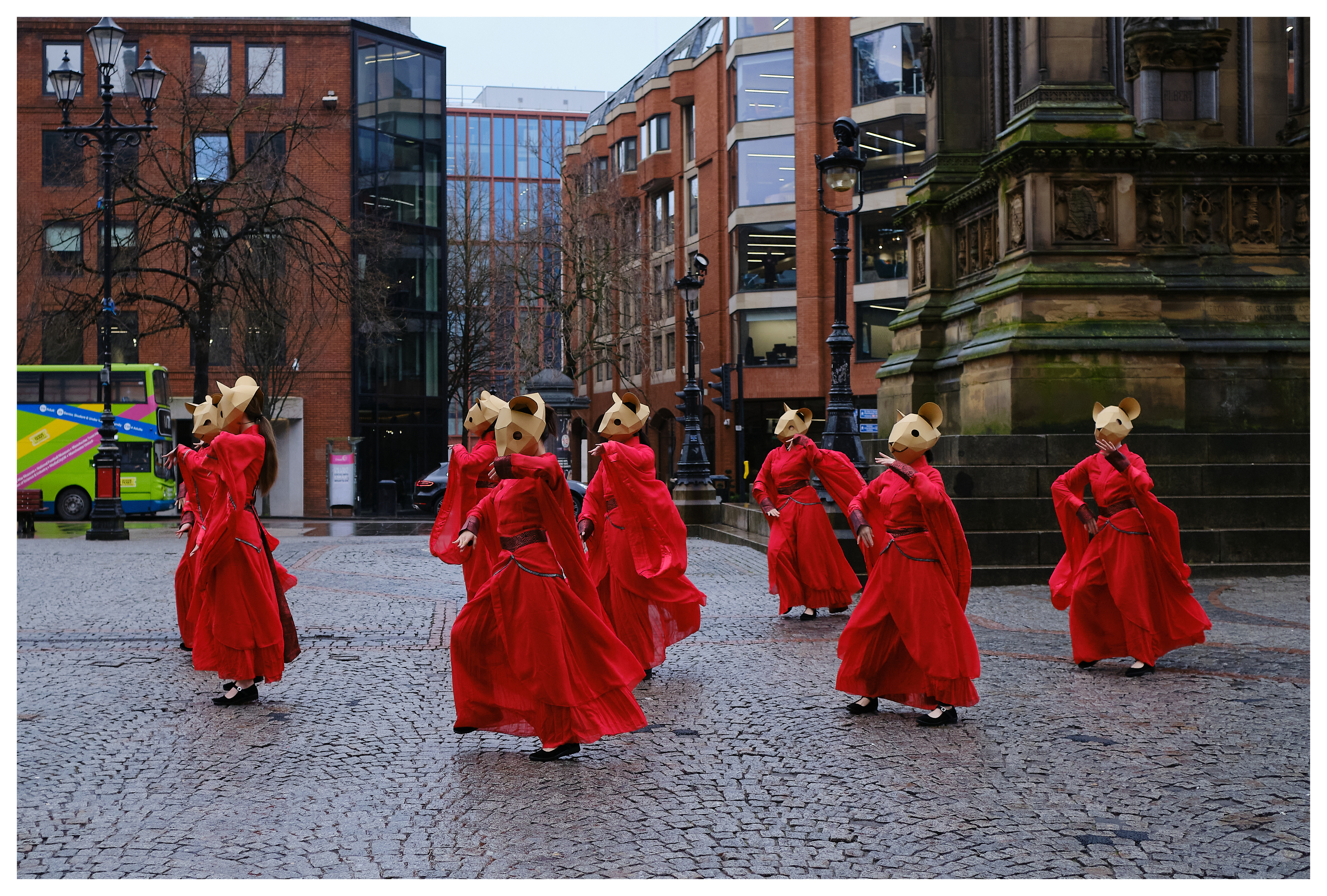
Chinees Nieuwjaar in Manchester

Chinees Nieuwjaar, ook bekend als het Lentefestival of Lentefeest, is de belangrijkste van de Chinese feestdagen.

## Beschrijving
Chinees Nieuwjaar wordt gevierd op de eerste tot en met de vijftiende dag van de eerste maand van de Chinese kalender. De eerste dag is de dag waarop de tweede (soms de derde) nieuwe maan na het winter-solstitium plaatsvindt. Niet alleen in China en Taiwan, maar ook in veel Chinatowns in de wereld wordt het gevierd. Tegelijkertijd vieren andere Oost-Aziaten, zoals Koreanen en Vietnamezen hun nieuwjaar. Ook Mongolen en Tibetanen (losar) vieren het op dezelfde datum.
Niet iedere nieuwjaarsdag valt op de tweede nieuwe maan na de winterwende. Nieuwjaar valt op de derde nieuwe maan wanneer er een elfde of twaalfde maand voor het nieuwe jaar valt.
Het Chinees Nieuwjaar wordt traditioneel gevierd met de drakendansen en leeuwendansen. De Chinese nieuwjaarsperiode eindigt met het lantaarnfeest, op de vijftiende dag van het nieuwe jaar. Tijdens de nieuwjaarsperiode verblijft men bij familie en bezoekt men familie, vrienden en/of kennissen in de buurt of in hun jiaxiang. Dit leidt tot grote migratiestromen. Ook liggen vele fabrieken aan de Chinese kustprovincies een week stil. Ook gaat men vaak samen eten. Steeds vaker komt het voor dat families in een restaurant eten op de avond voor het nieuwe jaar. Het niet bij familie kunnen zijn met Nieuwjaar wordt als bijzonder jammer beschouwd, te vergelijken met het moeten overslaan van Kerstmis in het westen. Men probeert dan ook altijd om bij familie te kunnen zijn. De Chinese staatstelevisie zendt ieder jaar een festival uit met zang, dans, circusnummers en cabaret.
Volgens legenden was Nian (net als het Chinese woord voor 'jaar' uitgesproken als [njen]) een mensetend roofdier in het oude China, dat ongemerkt huizen kon binnendringen. Heel het jaar verbleef Nian in de diepe zee en kwam alleen bij de overgang van Oud- op Nieuwjaar tevoorschijn. Al gauw leerden de Chinezen dat Nian gevoelig was voor hard lawaai en de kleur rood, en zij verdreven hem met explosies, vuurwerk, Chinese leeuwen en veelvuldig gebruik van de kleur rood in het huis. Deze gebruiken leidden tot de eerste nieuwjaarsvieringen.

## Regionale cultuur
In provincie Guangdong gaat men op de derde dag van het nieuwe jaar niet op familiebezoek (bainian), omdat ruzie op de loer ligt op deze dag.
In Guangzhou (vroeger Kanton) wordt het volgende volkswijsje gezongen: "Op de 1e dag gaan mensen offeren aan de goden, op de 2de dag gaan mensen offeren aan mensen (bainian), op de 3de dag is het de dag der arme geesten, op de 4de dag bedelt men om rijst, op de 5de en 6de dag is het echt Nieuwjaar, op de 7de dag gaat men op zoek naar de Lente;

Op de 8e dag komt acht niet terug, op de 9de dag zijn negen hoofden leeg, op de 10de dag slaat men de Lente, op de 11de dag slaat men de zo(o)n terug in huis, op de 12de dag bouwen ze het lantaarnpodium, op de 13de dag gaan de mensen met lampionnen aan de slag, op de 14de dag branden de lampionnen, op de 15de dag bidt men bij de brandende lampionnen, het jeugdige plukken en zo de honderd ziektes te verdrijven."

## Nieuwjaarsvoedsel
- Labarijstepap 腊八粥 (ook gegeten op Labafestival)
- Jiaozi 饺子
- Tangyuan 汤圆
- Niangao 年糕
- Yusheng 撈起魚生 (Singaporees)
- Jiandui 煎堆 (oorspronkelijk Kantonees)
- Guazi/[kwaci]
- Matigao 馬蹄糕
- Jiucenggao 九層糕
- Guozigan 果子干
- Youjiao 油角 (Kantonees)
- Faguo 發粿 (Kantonees)
- Guo 粿 (Kantonees)
- Gekonfijte waspompoen 糖冬瓜
- Labaknoflook 腊八蒜 (ook gegeten op Labafestival)
- Luobogao 蘿蔔糕
- Facai 髮菜 (Kantonees)
- Zhejiangnese songgao 鬆糕
- Huanggao 黄糕

## Festiviteiten
- Een nieuwe afbeelding van de Keukengod ophangen
- nieuwjaarstekening ophangen
- duilian/chunlian schrijven en opplakken, zie ook Het verhaal van het jaar
- Chinese papierknipsels opplakken
- zich wassen met gekookt water van pomelobladeren
- rode lampionnen ophangen
- 2 of 3 dagen voor Nieuwjaar een grondige schoonmaakbeurt
- wierook branden voor de voorouders, boeddha's, bodhisattva's en goden
- bainian
- Caishen verspreiden
- yashuiqian 壓歲錢
- met de hele familie gezamenlijk aan een tafel eten 阖家团聚
- nieuwjaarsbloemen kopen
- vuurwerk aansteken om kwade geesten te verjagen
- trommels en gongs slaan
- leeuwendans in straten van winkeliers
- drakendans op pleinen
- geen schoenen kopen op de eerste tot derde dag van het nieuwe jaar
- geen messen en scharen gebruiken op de eerste tot derde dag van het nieuwe jaar
- niet schoonmaken en wassen op de nieuwjaarsdag
- nieuwe kleren aantrekken
- op de derde dag van het nieuwe jaar gaan getrouwde vrouwen op bezoek bij hun eigen vader en moeder
- Caishen verwelkomen op de vijfde dag van het nieuwe jaar

## Goden die tijdens Chinees Nieuwjaar worden vereerd
- Fu Lu Shou
- Tudi Gong

## Data van het Chinese Nieuwjaar
De data van het Chinese Nieuwjaar van 1996 tot 2031 (in de gregoriaanse kalender) staan hieronder aangegeven met pinyin-romanisatie voor de aardse takken geassocieerd met dieren, wat niet hun vertalingen zijn.
| Dier   | Tak  | Data             | Data             | Data             |
| ------ | ---- | ---------------- | ---------------- | ---------------- |
| Rat    | Zi   | 19 februari 1996 | 7 februari 2008  | 25 januari 2020  |
| Os     | Chou | 7 februari 1997  | 26 januari 2009  | 12 februari 2021 |
| Tijger | Yin  | 28 januari 1998  | 14 februari 2010 | 1 februari 2022  |
| Konijn | Mao  | 16 februari 1999 | 3 februari 2011  | 22 januari 2023  |
| Draak  | Chen | 5 februari 2000  | 23 januari 2012  | 10 februari 2024 |
| Slang  | Si   | 24 januari 2001  | 10 februari 2013 | 29 januari 2025  |
| Paard  | Wu   | 12 februari 2002 | 31 januari 2014  | 17 februari 2026 |
| Geit   | Wei  | 1 februari 2003  | 19 februari 2015 | 6 februari 2027  |
| Aap    | Shen | 22 januari 2004  | 8 februari 2016  | 26 januari 2028  |
| Haan   | You  | 9 februari 2005  | 28 januari 2017  | 13 februari 2029 |
| Hond   | Xu   | 29 januari 2006  | 16 februari 2018 | 3 februari 2030  |
| Varken | Hai  | 18 februari 2007 | 5 februari 2019  | 23 januari 2031  |